# كاشيو (غينيا بيساو)
كاشيو هي مدينة، في غينيا بيساو، والإمبراطورية البرتغالية، تقع في اقليم كاشيو ، وهي عاصمتها، بلغ عدد سكانها 9,882 نسمة وذلك حسب إحصائيات سنة 2009.

## مدن توأم
المدن التوأم:
- لشبونة.

## أعلام
- جوسيه ماريو فاز